# Trịnh Tiêu Du
Trịnh Tiêu Du (chữ Hán: 郑筱萸, bính âm: Zhèng Xiǎoyú; 10 tháng 12 năm 1944 - 10 tháng 7 năm 2007) là cựu cục trưởng Cục Giám sát quản lý dược phẩm, thực phẩm Cộng hòa Nhân dân Trung Hoa, bị tử hình do nhận hối lộ, sản xuất các loại dược phẩm, thực phẩm nguy hiểm, không an toàn. Đây là đòn công kích nặng nhất cho các quan tham liên quan đến các vụ bê bối hàng tiêu dùng Trung Quốc.